# Pandémie de Covid-19 au Venezuela
- <20 cas confirmés
- 20–39 cas confirmés
- 40–59 cas confirmés
- 60–79 cas confirmés
- 80–99 cas confirmés
- ≥100 cas confirmés

La pandémie de Covid-19 au Venezuela démarre officiellement le 13 mars 2020. À la date du 26 octobre 2022, le bilan est de 5 820 morts.

## Propagation du virus
Le 13 mars 2020, les deux premiers cas officiels de contamination sont constatés. Le 17 mars, 36 cas de contamination sont annoncés.
Au 4 mai 2020, 345 cas de contamination et 10 décès sont recensés.
L'opposition à Nicolás Maduro conteste le données officielles. Juan Guaidó proclamé président par intérim en 2019 par l'Assemblée nationale pendant la crise présidentielle de 2019-2020, accuse l'administration de Maduro de cacher la gravité de la situation. Le Venezuela ne publie plus de bulletins épidémiologiques depuis 2016. Selon Le Monde « La transparence n'est pas le premier mérite du gouvernement vénézuélien, qui contrôle étroitement l'espace médiatique et envoie à l'occasion ses détracteurs en prison ». Carlos Vecchio (en), ambassadeur de Guaidó aux États-Unis, estime que la faible expansion de la pandémie est due au fait que  « Le pays était de fait confiné, bien avant l'arrivée de la pandémie ». La crise au Venezuela a poussé la plupart des compagnies internationales à suspendre leurs vols et le tourisme a pratiquement disparu.

### Membres du gouvernement affectés
Diosdado Cabello, vice-président du Parti socialiste unifié du Venezuela (PSUV) et président de l'Assemblée nationale constituante vénézuélienne, est testé positif du Covid-19 le 9 juillet 2020.

## Demandes d'aide

### Aide cubaine
En avril 2020, Cuba envoie 137 médecins et infirmières en renfort.

### Demandes au FMI
Nicolas Maduro demande une aide de 5 milliards de dollars au Fonds monétaire international (FMI) afin de « contribuer significativement au renforcement de nos systèmes de détection et de réponse » au coronavirus. Le FMI refuse, le 18 mars, indiquant qu'une reconnaissance officielle « claire » du gouvernement par la communauté internationale est nécessaire pour obtenir cette aide, ce qui n'est pas le cas depuis la crise présidentielle de 2019-2020 au Venezuela au cours de laquelle Juan Guaidó s'était proclamé président par intérim avec le soutien des États-Unis, de l'Union européenne et de la plupart des pays d'Amérique latine.
Juan Guaidó indique le 12 mars avoir contacté des pays « alliés » pour obtenir du matériel hospitalier avec l'aide d'agences internationales telle que l'Organisation panaméricaine de la santé.

### Demande de suspension des sanctions internationales
Le Haut représentant de l'Union européenne pour les affaires étrangères, Josep Borrell, a appelé à une suspension des sanctions qui empêchent les livraisons d’assistance humanitaire au Venezuela. Certains pays tels que la Belgique, l'Allemagne, la France et l'Estonie affirment que les sanctions européennes n’ont aucun impact sur l’aide médicale.
Michelle Bachelet, Haut-Commissaire des Nations unies aux droits de l'homme, appelle aussi à l’allègement des sanctions contre l'Iran, Cuba, la Corée du Nord, le Venezuela et le Zimbabwe. Elle explique que si les hôpitaux au Venezuela souffraient déjà de coupures d'électricité et d'eau et du manque de médicaments, d'équipement et de savon avant l'imposition de sanctions, leur allégement permettrait d’allouer davantage de ressources pour traiter et prévenir l’épidémie. Bachelet rappelle l'importance de protéger le personnel de santé dans les pays frappés par les sanctions internationales et leur demande de fournir des informations transparentes et d'accepter les offres d’assistance humanitaire.

### Pression des États-Unis
Les États-Unis choisissent d'adopter une politique de « pression maximale », selon les mots de Donald Trump, contre le Venezuela.
Le président vénézuélien se voit accusé de terrorisme et de trafic de drogue et sa tête est mise à prix (15 millions de dollars pour toute information menant à sa capture). Washington masse ensuite une flotte de guerre à proximité du Venezuela dans ce qui constitue le plus grand déploiement militaire américain dans la Caraïbe depuis l'invasion du Panama en 1989. Le déploiement est également soutenu par 22 pays alliés aux États-Unis. En outre, les troupes américaines et colombiennes intensifient les exercices conjoints dans le cadre de l’opération « Vita » à proximité de la frontière terrestre du Venezuela.
Dans le même temps, le gouvernement américain présente un « Cadre pour une transition démocratique » au Venezuela, qui revendique notamment le démantèlement de l’appareil institutionnel vénézuélien pour lui substituer un « Conseil d’État » transitoire. Ce plan vise en particulier à contrecarrer le projet d'une frange de l’opposition – notamment menée par l’ancien candidat à la présidence Henrique Capriles – de trouver un terrain de discussion minimal avec le gouvernement pour faire face au péril sanitaire. Le chercheur Christophe Ventura explique que l’administration Trump entend « tenter de profiter de la crise sanitaire pour porter un nouveau coup aux autorités de Caracas, continuer d’étouffer économiquement et financièrement le pays. »

## Mesures de protection

### Confinement
Le 15 mars 2020, le président Nicolás Maduro décrète un confinement pour six États vénézuéliens sur 23 dont la capitale Caracas. Il décide la fermeture des écoles et des liaisons aériennes avec l'Europe, la Colombie, la République dominicaine et Panama pour un mois. Seuls les commerces alimentaires et les centres de soins sont autorisés à rester ouverts. L'armée vénézuélienne et la police se déploient dans les rues pour faire respecter ce confinement.
Les autorités mettent en place un système de dépistage massif et gratuit. Le Venezuela présente ainsi le plus haut taux de dépistage d’Amérique du Sud. Les médecins effectuent un porte-à-porte afin de prévenir la propagation de la maladie.
En avril 2020, Maduro donne l'« ordre » d’hospitaliser la totalité des personnes contaminées par le coronavirus.
Le gouvernement met en place à partir de juin un dispositif qualifié de « 7+7 » : sept jours de confinement strict avec fermeture des commerces non essentiels alternent avec sept jours de « flexibilité » qui permettent leur ouverture. Les restrictions sont allégées pour la période de Noël. Le président Nicolas Maduro décide également en décembre de la levée du couvre-feu dans les municipalités frontalières de la Colombie et du Brésil, les plus vulnérables à la propagation du virus : « Nous maintenons la surveillance épidémiologique, les mesures de sécurité, la prévention et les soins. Nous gardons les bras ouverts pour tous les migrants qui arrivent, nous maintenons des mesures de santé préventives, détection, quarantaine pour ceux qui arrivent ».

### État des hôpitaux
Selon José Felix Oletta, ministre de la Santé dans les années 1990, les hôpitaux ne sont pas en mesure de supporter cette pandémie. Selon lui, 65 % des hôpitaux n'ont pas d'eau courante, le personnel de santé nettoie les locaux avec des seaux d'eau sans détergent ou chlore. Pour Médicos por la Salud, un réseau de praticiens vénézuéliens, très peu d'hôpitaux, environ 10 %, avaient mis en place, début mars un protocole pour affronter une arrivée massive de patients contaminés par la Covid-19. Mais, malgré ce "système de santé fragilisé par des années de crise économique", le Venezuela ne déplore en avril 2021 que 1662 morts depuis le mois de mars.

### Mesures thérapeutiques

#### Carvativir
Alors que le président avait présenté, le 24 janvier 2021, sur sa page Facebook un traitement mis au point et testé par les chercheurs vénézuéliens, le réseau social annonce, samedi 27 mars 2021, bloquer pour 30 jours le compte du président vénézuélien, pour des "violations répétées" et parlé d'un médicament "dont l’efficacité n’a pas encore été démontrée par des études médicales".

#### Vaccins
Le gouvernement du Venezuela lance en février une campagne de vaccination avec dix millions de doses des vaccins russe Spoutnik V et chinois Sinopharm, il doit en outre recevoir 60 000 doses de vaccins cubains, mais a "décidé de ne pas autoriser le vaccin AstraZeneca en raison d'éventuels effets secondaires".
Le 28 mars 2021 le président vénézuélien Maduro propose du « pétrole contre des vaccins » pour faire face à la deuxième vague de covid-19.
Le Venezuela verse 120 millions de dollars pour obtenir des vaccins via le système Covax mis en place par l'Organisation mondiale de la santé. Les États-Unis en auraient bloqué 10 millions par l’intermédiaire d'une banque suisse en vertu des sanctions qu'ils imposent au Venezuela. Alors que le Venezuela ne peut bénéficier du dispositif international Covax en raison des sanctions américaines, le gouvernement se tourne vers le vaccin cubain Abdala pour vacciner la population.

## Incidences politiques
Foro Penal, une organisation non gouvernementale pour la défense des droits de l'Homme, affirme que plusieurs personnes ont été interpellées pendant la pandémie « pour des raisons politiques », depuis le mois de mars 2020. Au moins dix « ont parlé publiquement de la pandémie », dont la plupart sont du personnel de santé, dit Alfredo Romero, directeur de Foro Penal.

## Statistiques

Nombre de cas au Venezuela depuis le début de l'épidémie.

Nombre de morts au Venezuela depuis le début de l'épidémie.